# Nyckel
För andra betydelser av nyckel, se nyckel (olika betydelser).

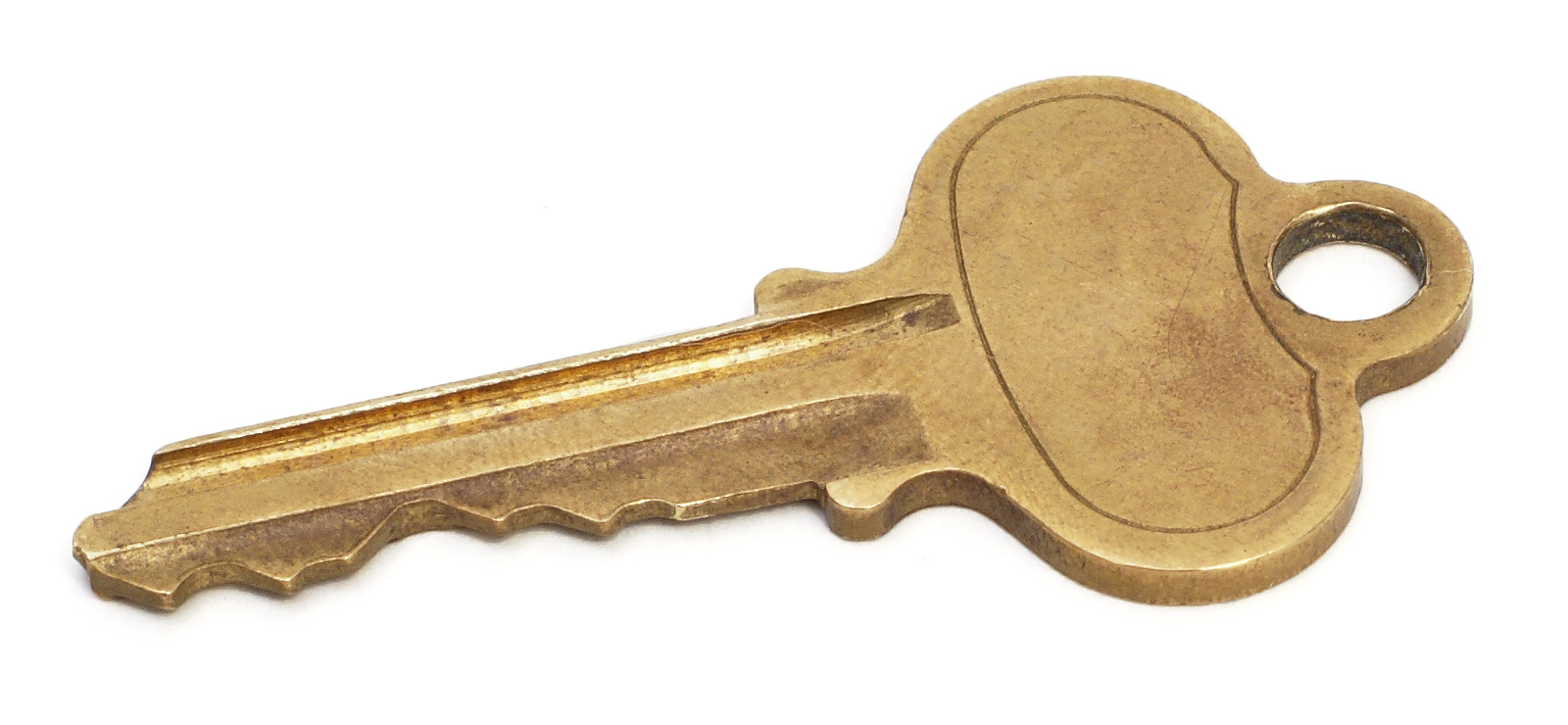
Nyckel

En nyckel är ett redskap, vanligen av metall, som används för att låsa upp och låsa ett lås. Nyckeln som passar in i det avsedda låset med sina ax, de utskjutande delarna, som gör det möjligt att vrida om och låsa upp, stänga och öppna. Flera nycklar kan med en nyckelring eller ett nyckelband sammanfogas till en nyckelknippa.
Ordet nyckel används även i abstrakt betydelse om lösningar på problem. Exempelvis kan presuppositioner vara en nyckel till mänskliga aktiviteter eller beteenden. Det finns många ordspråk om nycklar, till exempel "Din nyckel öppnade mitt hjärta" och "Nyckeln till friheten ligger i mina händer".
Enligt svensk, och östeuropeisk, skrock ska det ge otur att lägga nycklar på bordet.

## Symbolik
I Bibeln ger Jesus himmelrikets nycklar till Petrus med makten att "binda och lösa" (Matt 16:19). Därav kommer frasen "Sankte Pers nycklar". Nycklarna är Petrus helgonattribut och symbol för påveämbetet och återfinns i Vatikanstatens statsvapen.
I svensk heraldik finns nycklar bland annat i Kriminalvårdens vapen och för förvaltningsrätternas vapen. Nycklar finns även i Jokkmokks, Leksands, Luleås och Strängnäs kommunvapen.

## Historik
I ett antikt tempel i Khorsabad i nuvarande Irak har forskare hittat världens äldsta lås. Någon tillhörande nyckel fanns inte bevarad, men utifrån liknande fynd är forskarna övertygade om att nyckeln bestod av en rektangulär träbit med taggar. De gamla nycklarna har använts till förvaringsrum för värdesaker och speciella skyddsrum där man sökte skydd mot fiender och rövare.
Lås och nycklar i järn utvecklades senare i romarriket. Det var även där som nyckelhålet och smålås kom till. Vissa nycklar var så små att de kunde bäras som ringar på fingrarna.

## Bilder

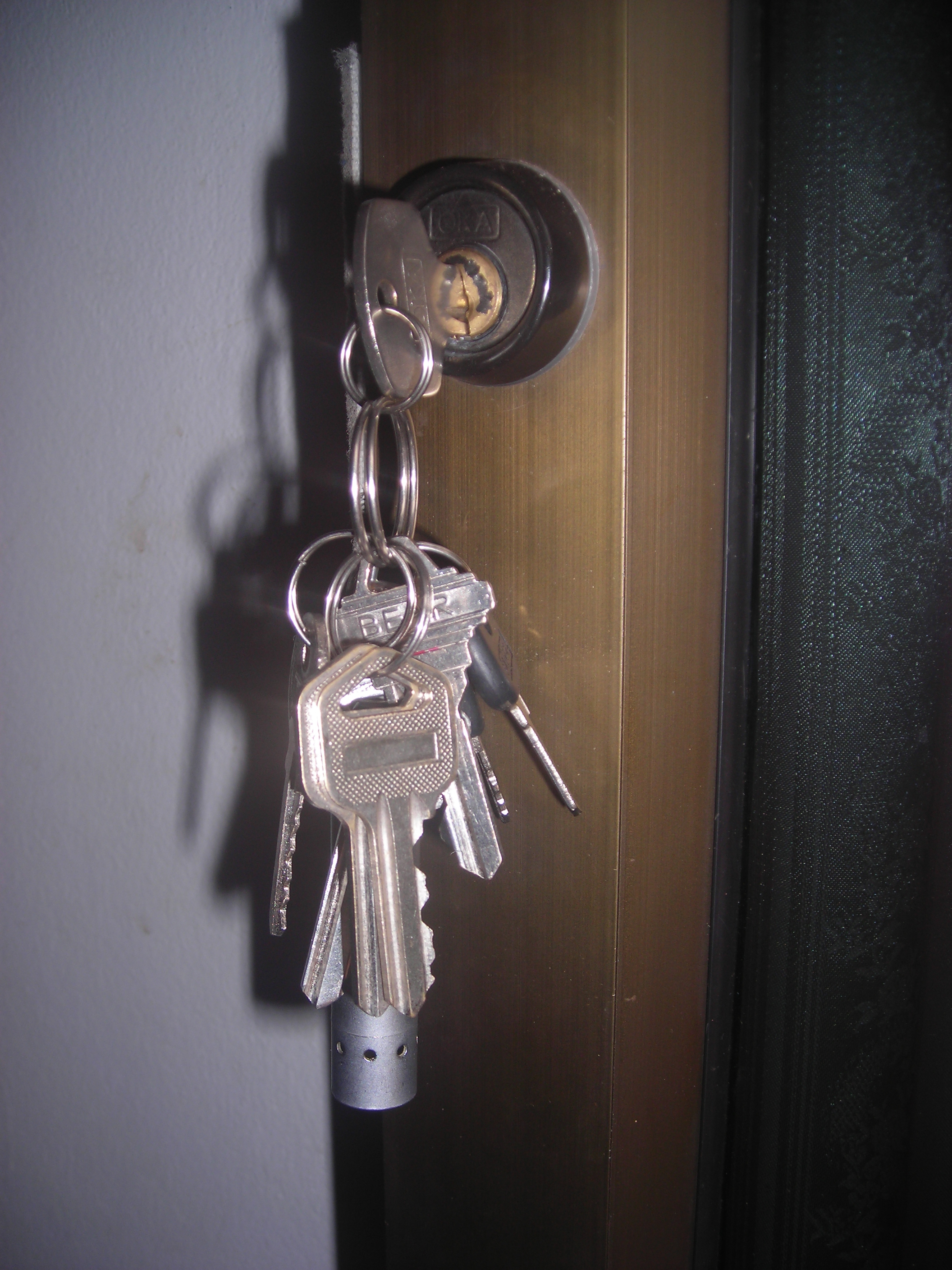
Nyckelknippa som sitter i ett lås.
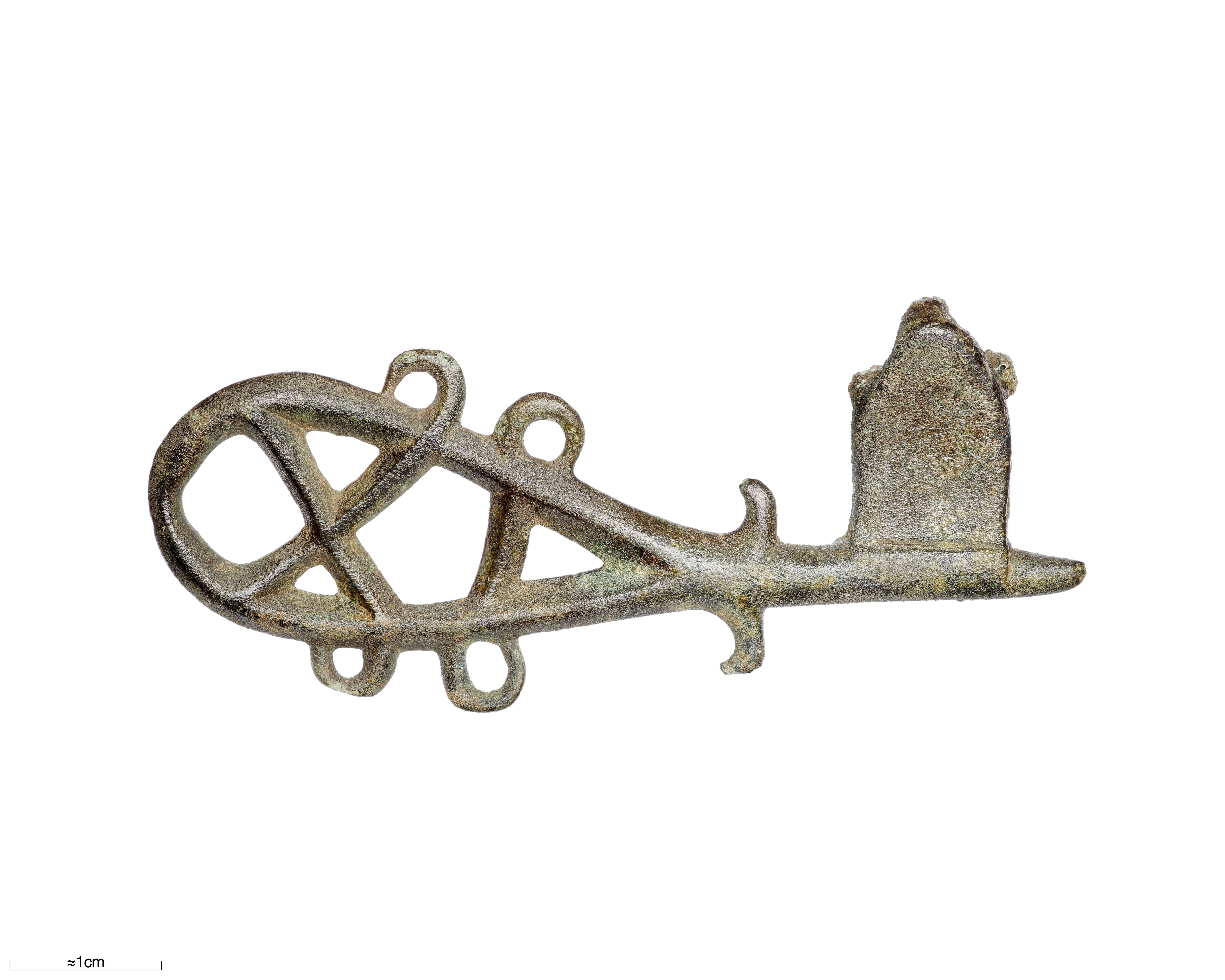
Vridlåsnyckel från vikingatiden av brons med tresidigt ax med piggar. Gravfynd från Birka, Bj 24b.
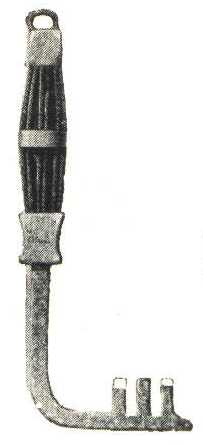
Nyckel från vikingatiden, funnen på Gotland.